# Kembata
Kembata – lud kuszycki w Etiopii, zamieszkujący głównie w strefie Kembata Tembaro. Ich populację szacuje się na ponad 800 tysięcy. Posługują się językiem kembata.